# Beyond Hell / Above Heaven
Beyond Hell / Above Heaven is het vierde album van de Deense band Volbeat. De plaat kwam uit op 9 oktober 2010.

## Tracklist
1. The Mirror And The Ripper - 4:01
2. Heaven Nor Hell - 5:23
3. Who They Are - 3:43
4. Fallen - 5:01
5. A Better Believer - 3:25
6. 7 Shots - 4:45
7. A New Day - 4:07
8. 16 Dollars - 2:49
9. A Warrior's Call - 4:24
10. Magic Zone - 3:52
11. Evelyn - 3:30
12. Being 1 - 2:22
13. Thanks - 3:43

## Hitnoteringen

### NederlandseAlbum Top 100
| Hitnotering: (Week 1 t/m 7) 18-09-2010 t/m 30-10-2010 Hitnotering: (Week 8) 20-11-2010 Hitnotering: (Week 9 t/m 12) 18-06-2011 t/m 09-07-2011 Hitnotering: (Week 13) 20-08-2011 | Hitnotering: (Week 1 t/m 7) 18-09-2010 t/m 30-10-2010 Hitnotering: (Week 8) 20-11-2010 Hitnotering: (Week 9 t/m 12) 18-06-2011 t/m 09-07-2011 Hitnotering: (Week 13) 20-08-2011 | Hitnotering: (Week 1 t/m 7) 18-09-2010 t/m 30-10-2010 Hitnotering: (Week 8) 20-11-2010 Hitnotering: (Week 9 t/m 12) 18-06-2011 t/m 09-07-2011 Hitnotering: (Week 13) 20-08-2011 | Hitnotering: (Week 1 t/m 7) 18-09-2010 t/m 30-10-2010 Hitnotering: (Week 8) 20-11-2010 Hitnotering: (Week 9 t/m 12) 18-06-2011 t/m 09-07-2011 Hitnotering: (Week 13) 20-08-2011 | Hitnotering: (Week 1 t/m 7) 18-09-2010 t/m 30-10-2010 Hitnotering: (Week 8) 20-11-2010 Hitnotering: (Week 9 t/m 12) 18-06-2011 t/m 09-07-2011 Hitnotering: (Week 13) 20-08-2011 | Hitnotering: (Week 1 t/m 7) 18-09-2010 t/m 30-10-2010 Hitnotering: (Week 8) 20-11-2010 Hitnotering: (Week 9 t/m 12) 18-06-2011 t/m 09-07-2011 Hitnotering: (Week 13) 20-08-2011 | Hitnotering: (Week 1 t/m 7) 18-09-2010 t/m 30-10-2010 Hitnotering: (Week 8) 20-11-2010 Hitnotering: (Week 9 t/m 12) 18-06-2011 t/m 09-07-2011 Hitnotering: (Week 13) 20-08-2011 | Hitnotering: (Week 1 t/m 7) 18-09-2010 t/m 30-10-2010 Hitnotering: (Week 8) 20-11-2010 Hitnotering: (Week 9 t/m 12) 18-06-2011 t/m 09-07-2011 Hitnotering: (Week 13) 20-08-2011 | Hitnotering: (Week 1 t/m 7) 18-09-2010 t/m 30-10-2010 Hitnotering: (Week 8) 20-11-2010 Hitnotering: (Week 9 t/m 12) 18-06-2011 t/m 09-07-2011 Hitnotering: (Week 13) 20-08-2011 | Hitnotering: (Week 1 t/m 7) 18-09-2010 t/m 30-10-2010 Hitnotering: (Week 8) 20-11-2010 Hitnotering: (Week 9 t/m 12) 18-06-2011 t/m 09-07-2011 Hitnotering: (Week 13) 20-08-2011 | Hitnotering: (Week 1 t/m 7) 18-09-2010 t/m 30-10-2010 Hitnotering: (Week 8) 20-11-2010 Hitnotering: (Week 9 t/m 12) 18-06-2011 t/m 09-07-2011 Hitnotering: (Week 13) 20-08-2011 | Hitnotering: (Week 1 t/m 7) 18-09-2010 t/m 30-10-2010 Hitnotering: (Week 8) 20-11-2010 Hitnotering: (Week 9 t/m 12) 18-06-2011 t/m 09-07-2011 Hitnotering: (Week 13) 20-08-2011 | Hitnotering: (Week 1 t/m 7) 18-09-2010 t/m 30-10-2010 Hitnotering: (Week 8) 20-11-2010 Hitnotering: (Week 9 t/m 12) 18-06-2011 t/m 09-07-2011 Hitnotering: (Week 13) 20-08-2011 | Hitnotering: (Week 1 t/m 7) 18-09-2010 t/m 30-10-2010 Hitnotering: (Week 8) 20-11-2010 Hitnotering: (Week 9 t/m 12) 18-06-2011 t/m 09-07-2011 Hitnotering: (Week 13) 20-08-2011 | Hitnotering: (Week 1 t/m 7) 18-09-2010 t/m 30-10-2010 Hitnotering: (Week 8) 20-11-2010 Hitnotering: (Week 9 t/m 12) 18-06-2011 t/m 09-07-2011 Hitnotering: (Week 13) 20-08-2011 | Hitnotering: (Week 1 t/m 7) 18-09-2010 t/m 30-10-2010 Hitnotering: (Week 8) 20-11-2010 Hitnotering: (Week 9 t/m 12) 18-06-2011 t/m 09-07-2011 Hitnotering: (Week 13) 20-08-2011 | Hitnotering: (Week 1 t/m 7) 18-09-2010 t/m 30-10-2010 Hitnotering: (Week 8) 20-11-2010 Hitnotering: (Week 9 t/m 12) 18-06-2011 t/m 09-07-2011 Hitnotering: (Week 13) 20-08-2011 | Hitnotering: (Week 1 t/m 7) 18-09-2010 t/m 30-10-2010 Hitnotering: (Week 8) 20-11-2010 Hitnotering: (Week 9 t/m 12) 18-06-2011 t/m 09-07-2011 Hitnotering: (Week 13) 20-08-2011 |
| Week: | 1 | 2 | 3 | 4 | 5 | 6 | 7 | | 8 | | 9 | 10 | 11 | 12 | | 13 | |
| --- | --- | --- | --- | --- | --- | --- | --- | --- | --- | --- | --- | --- | --- | --- | --- | --- | --- |
| Positie: | 8 | 26 | 34 | 51 | 59 | 84 | 85 | uit | 94 | uit | 49 | 79 | 62 | 71 | uit | 100 | uit |

### VlaamseUltratop 100Albums
| Hitnotering: (Week 1 t/m 8) 18-09-2010 t/m 06-11-2010 Hitnotering: (Week 9 t/m 10) 20-11-2010 t/m 27-11-2010 Hitnotering: (Week 11) 18-12-2010 Hitnotering: (Week 12 t/m 17) 22-01-2011 t/m 26-02-2011 Hitnotering: (Week 18 t/m 35) 25-06-2011 t/m 22-10-2011 Hitnotering: (Week 36 t/m 37) 05-11-2011 t/m 12-11-2011 Hitnotering: (Week 38 t/m 39) 26-11-2011 t/m 03-12-2011 | Hitnotering: (Week 1 t/m 8) 18-09-2010 t/m 06-11-2010 Hitnotering: (Week 9 t/m 10) 20-11-2010 t/m 27-11-2010 Hitnotering: (Week 11) 18-12-2010 Hitnotering: (Week 12 t/m 17) 22-01-2011 t/m 26-02-2011 Hitnotering: (Week 18 t/m 35) 25-06-2011 t/m 22-10-2011 Hitnotering: (Week 36 t/m 37) 05-11-2011 t/m 12-11-2011 Hitnotering: (Week 38 t/m 39) 26-11-2011 t/m 03-12-2011 | Hitnotering: (Week 1 t/m 8) 18-09-2010 t/m 06-11-2010 Hitnotering: (Week 9 t/m 10) 20-11-2010 t/m 27-11-2010 Hitnotering: (Week 11) 18-12-2010 Hitnotering: (Week 12 t/m 17) 22-01-2011 t/m 26-02-2011 Hitnotering: (Week 18 t/m 35) 25-06-2011 t/m 22-10-2011 Hitnotering: (Week 36 t/m 37) 05-11-2011 t/m 12-11-2011 Hitnotering: (Week 38 t/m 39) 26-11-2011 t/m 03-12-2011 | Hitnotering: (Week 1 t/m 8) 18-09-2010 t/m 06-11-2010 Hitnotering: (Week 9 t/m 10) 20-11-2010 t/m 27-11-2010 Hitnotering: (Week 11) 18-12-2010 Hitnotering: (Week 12 t/m 17) 22-01-2011 t/m 26-02-2011 Hitnotering: (Week 18 t/m 35) 25-06-2011 t/m 22-10-2011 Hitnotering: (Week 36 t/m 37) 05-11-2011 t/m 12-11-2011 Hitnotering: (Week 38 t/m 39) 26-11-2011 t/m 03-12-2011 | Hitnotering: (Week 1 t/m 8) 18-09-2010 t/m 06-11-2010 Hitnotering: (Week 9 t/m 10) 20-11-2010 t/m 27-11-2010 Hitnotering: (Week 11) 18-12-2010 Hitnotering: (Week 12 t/m 17) 22-01-2011 t/m 26-02-2011 Hitnotering: (Week 18 t/m 35) 25-06-2011 t/m 22-10-2011 Hitnotering: (Week 36 t/m 37) 05-11-2011 t/m 12-11-2011 Hitnotering: (Week 38 t/m 39) 26-11-2011 t/m 03-12-2011 | Hitnotering: (Week 1 t/m 8) 18-09-2010 t/m 06-11-2010 Hitnotering: (Week 9 t/m 10) 20-11-2010 t/m 27-11-2010 Hitnotering: (Week 11) 18-12-2010 Hitnotering: (Week 12 t/m 17) 22-01-2011 t/m 26-02-2011 Hitnotering: (Week 18 t/m 35) 25-06-2011 t/m 22-10-2011 Hitnotering: (Week 36 t/m 37) 05-11-2011 t/m 12-11-2011 Hitnotering: (Week 38 t/m 39) 26-11-2011 t/m 03-12-2011 | Hitnotering: (Week 1 t/m 8) 18-09-2010 t/m 06-11-2010 Hitnotering: (Week 9 t/m 10) 20-11-2010 t/m 27-11-2010 Hitnotering: (Week 11) 18-12-2010 Hitnotering: (Week 12 t/m 17) 22-01-2011 t/m 26-02-2011 Hitnotering: (Week 18 t/m 35) 25-06-2011 t/m 22-10-2011 Hitnotering: (Week 36 t/m 37) 05-11-2011 t/m 12-11-2011 Hitnotering: (Week 38 t/m 39) 26-11-2011 t/m 03-12-2011 | Hitnotering: (Week 1 t/m 8) 18-09-2010 t/m 06-11-2010 Hitnotering: (Week 9 t/m 10) 20-11-2010 t/m 27-11-2010 Hitnotering: (Week 11) 18-12-2010 Hitnotering: (Week 12 t/m 17) 22-01-2011 t/m 26-02-2011 Hitnotering: (Week 18 t/m 35) 25-06-2011 t/m 22-10-2011 Hitnotering: (Week 36 t/m 37) 05-11-2011 t/m 12-11-2011 Hitnotering: (Week 38 t/m 39) 26-11-2011 t/m 03-12-2011 | Hitnotering: (Week 1 t/m 8) 18-09-2010 t/m 06-11-2010 Hitnotering: (Week 9 t/m 10) 20-11-2010 t/m 27-11-2010 Hitnotering: (Week 11) 18-12-2010 Hitnotering: (Week 12 t/m 17) 22-01-2011 t/m 26-02-2011 Hitnotering: (Week 18 t/m 35) 25-06-2011 t/m 22-10-2011 Hitnotering: (Week 36 t/m 37) 05-11-2011 t/m 12-11-2011 Hitnotering: (Week 38 t/m 39) 26-11-2011 t/m 03-12-2011 | Hitnotering: (Week 1 t/m 8) 18-09-2010 t/m 06-11-2010 Hitnotering: (Week 9 t/m 10) 20-11-2010 t/m 27-11-2010 Hitnotering: (Week 11) 18-12-2010 Hitnotering: (Week 12 t/m 17) 22-01-2011 t/m 26-02-2011 Hitnotering: (Week 18 t/m 35) 25-06-2011 t/m 22-10-2011 Hitnotering: (Week 36 t/m 37) 05-11-2011 t/m 12-11-2011 Hitnotering: (Week 38 t/m 39) 26-11-2011 t/m 03-12-2011 | Hitnotering: (Week 1 t/m 8) 18-09-2010 t/m 06-11-2010 Hitnotering: (Week 9 t/m 10) 20-11-2010 t/m 27-11-2010 Hitnotering: (Week 11) 18-12-2010 Hitnotering: (Week 12 t/m 17) 22-01-2011 t/m 26-02-2011 Hitnotering: (Week 18 t/m 35) 25-06-2011 t/m 22-10-2011 Hitnotering: (Week 36 t/m 37) 05-11-2011 t/m 12-11-2011 Hitnotering: (Week 38 t/m 39) 26-11-2011 t/m 03-12-2011 | Hitnotering: (Week 1 t/m 8) 18-09-2010 t/m 06-11-2010 Hitnotering: (Week 9 t/m 10) 20-11-2010 t/m 27-11-2010 Hitnotering: (Week 11) 18-12-2010 Hitnotering: (Week 12 t/m 17) 22-01-2011 t/m 26-02-2011 Hitnotering: (Week 18 t/m 35) 25-06-2011 t/m 22-10-2011 Hitnotering: (Week 36 t/m 37) 05-11-2011 t/m 12-11-2011 Hitnotering: (Week 38 t/m 39) 26-11-2011 t/m 03-12-2011 | Hitnotering: (Week 1 t/m 8) 18-09-2010 t/m 06-11-2010 Hitnotering: (Week 9 t/m 10) 20-11-2010 t/m 27-11-2010 Hitnotering: (Week 11) 18-12-2010 Hitnotering: (Week 12 t/m 17) 22-01-2011 t/m 26-02-2011 Hitnotering: (Week 18 t/m 35) 25-06-2011 t/m 22-10-2011 Hitnotering: (Week 36 t/m 37) 05-11-2011 t/m 12-11-2011 Hitnotering: (Week 38 t/m 39) 26-11-2011 t/m 03-12-2011 | Hitnotering: (Week 1 t/m 8) 18-09-2010 t/m 06-11-2010 Hitnotering: (Week 9 t/m 10) 20-11-2010 t/m 27-11-2010 Hitnotering: (Week 11) 18-12-2010 Hitnotering: (Week 12 t/m 17) 22-01-2011 t/m 26-02-2011 Hitnotering: (Week 18 t/m 35) 25-06-2011 t/m 22-10-2011 Hitnotering: (Week 36 t/m 37) 05-11-2011 t/m 12-11-2011 Hitnotering: (Week 38 t/m 39) 26-11-2011 t/m 03-12-2011 | Hitnotering: (Week 1 t/m 8) 18-09-2010 t/m 06-11-2010 Hitnotering: (Week 9 t/m 10) 20-11-2010 t/m 27-11-2010 Hitnotering: (Week 11) 18-12-2010 Hitnotering: (Week 12 t/m 17) 22-01-2011 t/m 26-02-2011 Hitnotering: (Week 18 t/m 35) 25-06-2011 t/m 22-10-2011 Hitnotering: (Week 36 t/m 37) 05-11-2011 t/m 12-11-2011 Hitnotering: (Week 38 t/m 39) 26-11-2011 t/m 03-12-2011 | Hitnotering: (Week 1 t/m 8) 18-09-2010 t/m 06-11-2010 Hitnotering: (Week 9 t/m 10) 20-11-2010 t/m 27-11-2010 Hitnotering: (Week 11) 18-12-2010 Hitnotering: (Week 12 t/m 17) 22-01-2011 t/m 26-02-2011 Hitnotering: (Week 18 t/m 35) 25-06-2011 t/m 22-10-2011 Hitnotering: (Week 36 t/m 37) 05-11-2011 t/m 12-11-2011 Hitnotering: (Week 38 t/m 39) 26-11-2011 t/m 03-12-2011 | Hitnotering: (Week 1 t/m 8) 18-09-2010 t/m 06-11-2010 Hitnotering: (Week 9 t/m 10) 20-11-2010 t/m 27-11-2010 Hitnotering: (Week 11) 18-12-2010 Hitnotering: (Week 12 t/m 17) 22-01-2011 t/m 26-02-2011 Hitnotering: (Week 18 t/m 35) 25-06-2011 t/m 22-10-2011 Hitnotering: (Week 36 t/m 37) 05-11-2011 t/m 12-11-2011 Hitnotering: (Week 38 t/m 39) 26-11-2011 t/m 03-12-2011 | Hitnotering: (Week 1 t/m 8) 18-09-2010 t/m 06-11-2010 Hitnotering: (Week 9 t/m 10) 20-11-2010 t/m 27-11-2010 Hitnotering: (Week 11) 18-12-2010 Hitnotering: (Week 12 t/m 17) 22-01-2011 t/m 26-02-2011 Hitnotering: (Week 18 t/m 35) 25-06-2011 t/m 22-10-2011 Hitnotering: (Week 36 t/m 37) 05-11-2011 t/m 12-11-2011 Hitnotering: (Week 38 t/m 39) 26-11-2011 t/m 03-12-2011 | Hitnotering: (Week 1 t/m 8) 18-09-2010 t/m 06-11-2010 Hitnotering: (Week 9 t/m 10) 20-11-2010 t/m 27-11-2010 Hitnotering: (Week 11) 18-12-2010 Hitnotering: (Week 12 t/m 17) 22-01-2011 t/m 26-02-2011 Hitnotering: (Week 18 t/m 35) 25-06-2011 t/m 22-10-2011 Hitnotering: (Week 36 t/m 37) 05-11-2011 t/m 12-11-2011 Hitnotering: (Week 38 t/m 39) 26-11-2011 t/m 03-12-2011 | Hitnotering: (Week 1 t/m 8) 18-09-2010 t/m 06-11-2010 Hitnotering: (Week 9 t/m 10) 20-11-2010 t/m 27-11-2010 Hitnotering: (Week 11) 18-12-2010 Hitnotering: (Week 12 t/m 17) 22-01-2011 t/m 26-02-2011 Hitnotering: (Week 18 t/m 35) 25-06-2011 t/m 22-10-2011 Hitnotering: (Week 36 t/m 37) 05-11-2011 t/m 12-11-2011 Hitnotering: (Week 38 t/m 39) 26-11-2011 t/m 03-12-2011 | Hitnotering: (Week 1 t/m 8) 18-09-2010 t/m 06-11-2010 Hitnotering: (Week 9 t/m 10) 20-11-2010 t/m 27-11-2010 Hitnotering: (Week 11) 18-12-2010 Hitnotering: (Week 12 t/m 17) 22-01-2011 t/m 26-02-2011 Hitnotering: (Week 18 t/m 35) 25-06-2011 t/m 22-10-2011 Hitnotering: (Week 36 t/m 37) 05-11-2011 t/m 12-11-2011 Hitnotering: (Week 38 t/m 39) 26-11-2011 t/m 03-12-2011 | Hitnotering: (Week 1 t/m 8) 18-09-2010 t/m 06-11-2010 Hitnotering: (Week 9 t/m 10) 20-11-2010 t/m 27-11-2010 Hitnotering: (Week 11) 18-12-2010 Hitnotering: (Week 12 t/m 17) 22-01-2011 t/m 26-02-2011 Hitnotering: (Week 18 t/m 35) 25-06-2011 t/m 22-10-2011 Hitnotering: (Week 36 t/m 37) 05-11-2011 t/m 12-11-2011 Hitnotering: (Week 38 t/m 39) 26-11-2011 t/m 03-12-2011 | Hitnotering: (Week 1 t/m 8) 18-09-2010 t/m 06-11-2010 Hitnotering: (Week 9 t/m 10) 20-11-2010 t/m 27-11-2010 Hitnotering: (Week 11) 18-12-2010 Hitnotering: (Week 12 t/m 17) 22-01-2011 t/m 26-02-2011 Hitnotering: (Week 18 t/m 35) 25-06-2011 t/m 22-10-2011 Hitnotering: (Week 36 t/m 37) 05-11-2011 t/m 12-11-2011 Hitnotering: (Week 38 t/m 39) 26-11-2011 t/m 03-12-2011 | Hitnotering: (Week 1 t/m 8) 18-09-2010 t/m 06-11-2010 Hitnotering: (Week 9 t/m 10) 20-11-2010 t/m 27-11-2010 Hitnotering: (Week 11) 18-12-2010 Hitnotering: (Week 12 t/m 17) 22-01-2011 t/m 26-02-2011 Hitnotering: (Week 18 t/m 35) 25-06-2011 t/m 22-10-2011 Hitnotering: (Week 36 t/m 37) 05-11-2011 t/m 12-11-2011 Hitnotering: (Week 38 t/m 39) 26-11-2011 t/m 03-12-2011 |
| Week: | 1 | 2 | 3 | 4 | 5 | 6 | 7 | 8 | | 9 | 10 | | 11 | | 12 | 13 | 14 | 15 | 16 | 17 | | 18 | 19 |
| --- | --- | --- | --- | --- | --- | --- | --- | --- | --- | --- | --- | --- | --- | --- | --- | --- | --- | --- | --- | --- | --- | --- | --- |
| Positie: | 34 | 29 | 47 | 48 | 58 | 72 | 92 | 80 | uit | 71 | 98 | uit | 98 | uit | 80 | 78 | 72 | 73 | 80 | 92 | uit | 68 | 60 |
| Week: | 20 | 21 | 22 | 23 | 24 | 25 | 26 | 27 | 28 | 29 | 30 | 31 | 32 | 33 | 34 | 35 | | 36 | 37 | | 38 | 39 | |
| Positie: | 29 | 43 | 32 | 34 | 29 | 31 | 60 | 65 | 69 | 98 | 73 | 56 | 65 | 67 | 89 | 65 | uit | 85 | 77 | uit | 90 | 99 | uit |